# Megalagrion oceanicum
Megalagrion oceanicum – gatunek ważki z rodziny łątkowatych (Coenagrionidae). Jest endemitem hawajskiej wyspy Oʻahu.